# Campionati svedesi di sci alpino 2007
I Campionati svedesi di sci alpino 2007 si sono svolti a Åre e a Sälen dal 23 al 30 marzo. Il programma ha incluso gare di discesa libera, supergigante, slalom gigante, slalom speciale, supercombinata e slalom parallelo, tutte sia maschili sia femminili.
Trattandosi di competizioni valide anche ai fini del punteggio FIS, vi hanno partecipato anche sciatori di altre federazioni, senza che questo consentisse loro di concorrere al titolo nazionale svedese.

## Risultati

### Uomini

#### Discesa libera
| Pos. | Atleta             | Nazione  | Tempo   |
| ---- | ------------------ | -------- | ------- |
| 1    | Hans Olsson        | Svezia   | 1:08,99 |
| 2    | Patrik Järbyn      | Svezia   | 1:09,07 |
| 3    | Niklas Rainer      | Svezia   | 1:09,41 |
| 4    | Matts Olsson       | Svezia   | 1:09,62 |
| 5    | Ole Magnus Kulbeck | Norvegia | 1:09,69 |
| 6    | Charlie Bergendahl | Svezia   | 1:09,88 |
| 7    | Oscar Andersson    | Svezia   | 1:10,33 |
| 8    | Fredrick Kingstad  | Svezia   | 1:10,43 |
| 9    | Christoffer Norell | Svezia   | 1:10,55 |
| 10   | Daniel Ericsson    | Svezia   | 1:10,65 |

Data: 28 marzo

Località : Åre

#### Supergigante
| Pos. | Atleta              | Nazione  | Tempo   |
| ---- | ------------------- | -------- | ------- |
| 1    | Hans Olsson         | Svezia   | 1:03,08 |
| 2    | Patrik Järbyn       | Svezia   | 1:03,20 |
| 3    | Daniel Ericsson     | Svezia   | 1:03,80 |
| 4    | Anton Lahdenperä    | Svezia   | 1:04,01 |
| 5    | Charlie Bergendahl  | Svezia   | 1:04,09 |
| 6    | Fredrick Kingstad   | Svezia   | 1:04,10 |
| 7    | Einar Vegsundvåg    | Norvegia | 1:04,29 |
| 8    | Matts Olsson        | Svezia   | 1:04,37 |
| 9    | Alexander Feinestam | Svezia   | 1:04,48 |
| 10   | Oscar Andersson     | Svezia   | 1:04,74 |

Data: 30 marzo

Località : Åre

#### Slalom gigante
| Pos. | Atleta              | Nazione  | Tempo   |
| ---- | ------------------- | -------- | ------- |
| 1    | Niklas Rainer       | Svezia   | 2:27,79 |
| 2    | Matts Olsson        | Svezia   | 2:27,89 |
| 3    | Charlie Bergendahl  | Svezia   | 2:28,59 |
| 4    | Hans Olsson         | Svezia   | 2:28,77 |
| 5    | André Myhrer        | Svezia   | 2:29,59 |
| 6    | Andreas Nilsen      | Norvegia | 2:29,86 |
| 7    | Anton Lahdenperä    | Svezia   | 2:29,91 |
| 8    | Alexander Feinestam | Svezia   | 2:30,20 |
| 9    | Lars Sunde Løseth   | Norvegia | 2:30,28 |
| 10   | André Björk         | Svezia   | 2:30,53 |

Data: 23 marzo

Località : Sälen

#### Slalom speciale
| Pos. | Atleta            | Nazione | Tempo   |
| ---- | ----------------- | ------- | ------- |
| 1    | Mattias Hargin    | Svezia  | 1:29,67 |
| 2    | Fredrik Nordh     | Svezia  | 1:30,27 |
| 3    | Oscar Andersson   | Svezia  | 1:30,42 |
| 4    | Anton Lahdenperä  | Svezia  | 1:30,52 |
| 5    | Martin Hansson    | Svezia  | 1:31,19 |
| 6    | Magnus Andersson  | Svezia  | 1:32,24 |
| 7    | André Björk       | Svezia  | 1:32,99 |
| 8    | Andreas Johansson | Svezia  | 1:33,08 |
| 9    | Axel Bäck         | Svezia  | 1:33,40 |
| 10   | Erik Olsson       | Svezia  | 1:34,07 |

Data: 24 marzo

Località : Sälen

#### Supercombinata
| Pos. | Atleta             | Nazione  | Tempo   |
| ---- | ------------------ | -------- | ------- |
| 1    | Anton Lahdenperä   | Svezia   | 1:51,25 |
| 2    | Oscar Andersson    | Svezia   | 1:52,85 |
| 3    | Mattias Hargin     | Svezia   | 1:53,49 |
| 4    | Christoffer Norell | Svezia   | 1:54,06 |
| 5    | Charlie Bergendahl | Svezia   | 1:54.47 |
| 6    | Axel Bäck          | Svezia   | 1:54,84 |
| 7    | Fredrik Paulsson   | Svezia   | 1:54,95 |
| 8    | Johan Öhagen       | Svezia   | 1:55,50 |
| 9    | Einar Vegsundvåg   | Norvegia | 1:55,53 |
| 10   | Emil Westrin       | Svezia   | 1:55,63 |

Data: 30 marzo

Località : Åre

#### Slalom parallelo
| Pos. | Atleta            | Nazione |
| ---- | ----------------- | ------- |
| 1    | Fredrik Söderberg | Svezia  |
| 2    | ?                 | ?       |
| 3    | ?                 | ?       |

### Donne

#### Discesa libera
| Pos. | Atleta                  | Nazione  | Tempo   |
| ---- | ----------------------- | -------- | ------- |
| 1    | Nike Bent               | Svezia   | 1:12,00 |
| 2    | Jessica Lindell Vikarby | Svezia   | 1:12,31 |
| 3    | Dagný Kristjánsdóttir   | Islanda  | 1:12,93 |
| 4    | Lotte Smiseth Sejersted | Norvegia | 1:13,33 |
| 5    | Gabriella Grassl        | Svezia   | 1:13,58 |
| 6    | Frida Hansdotter        | Svezia   | 1:14,13 |
| 7    | Cecila Paulsson         | Svezia   | 1:14,16 |
| 8    | Anne Cecilie Brusletto  | Norvegia | 1:14,46 |
| 9    | Rebecca Gunnarstedt     | Svezia   | 1:14,67 |
| 10   | Ida Hinders             | Svezia   | 1:14,77 |

Data: 28 marzo

Località : Åre

#### Supergigante
| Pos. | Atleta                  | Nazione  | Tempo   |
| ---- | ----------------------- | -------- | ------- |
| 1    | Nike Bent               | Svezia   | 1:04,82 |
| 2    | Jessica Lindell Vikarby | Svezia   | 1:05,36 |
| 3    | Lotte Smiseth Sejersted | Norvegia | 1:06,88 |
| 4    | Veronica Smedh          | Svezia   | 1:07,55 |
| 5    | Frida Hansdotter        | Svezia   | 1:07,70 |
| 6    | Anna Ericson            | Svezia   | 1:07,76 |
| 7    | Ida Hinders             | Svezia   | 1:08,01 |
| 8    | Therese Borssén         | Svezia   | 1:08,05 |
| 9    | Silje Amdahl            | Norvegia | 1:08,44 |
| 10   | Ingrid Busterud         | Norvegia | 1:09,10 |

Data: 30 marzo

Località : Åre

#### Slalom gigante
| Pos. | Atleta                  | Nazione | Tempo   |
| ---- | ----------------------- | ------- | ------- |
| 1    | Jessica Lindell Vikarby | Svezia  | 2:34,70 |
| 2    | Anna Ottosson           | Svezia  | 2:35,41 |
| 3    | Veronica Smedh          | Svezia  | 2:37,18 |
| 4    | Maria Pietilä Holmner   | Svezia  | 2:37,24 |
| 5    | Frida Hansdotter        | Svezia  | 2:37,38 |
| 6    | Nike Bent               | Svezia  | 2:37,86 |
| 7    | Therese Borssén         | Svezia  | 2:38,44 |
| 8    | Malin Hultdin           | Svezia  | 2:38,68 |
| 9    | Carolina Nordh          | Svezia  | 2:39,63 |
| 10   | Martina Vestman         | Svezia  | 2:40,02 |

Data: 23 marzo

Località : Sälen

#### Slalom speciale
| Pos. | Atleta                  | Nazione  | Tempo   |
| ---- | ----------------------- | -------- | ------- |
| 1    | Frida Hansdotter        | Svezia   | 1:36,37 |
| 2    | Therese Borssén         | Svezia   | 1:36,42 |
| 3    | Malin Hultdin           | Svezia   | 1:36,57 |
| 4    | Anna Ottosson           | Svezia   | 1:36,68 |
| 5    | Jessica Lindell Vikarby | Svezia   | 1:39,71 |
| 6    | Veronica Smedh          | Svezia   | 1:39,37 |
| 7    | Anna Kocken             | Svezia   | 1:39,38 |
| 8    | Sara Hjertman           | Svezia   | 1:39,55 |
| 9    | Tone Jersin Ansnes      | Norvegia | 1:40,64 |
| 10   | Carolina Nordh          | Svezia   | 1:41,24 |

Data: 24 marzo

Località : Sälen

#### Supercombinata
| Pos. | Atleta                   | Nazione  | Tempo   |
| ---- | ------------------------ | -------- | ------- |
| 1    | Veronica Smedh           | Svezia   | 2:00,28 |
| 2    | Ida Hinders              | Svezia   | 2:00,52 |
| 3    | Sanna Kling              | Svezia   | 2:02,78 |
| 4    | Sandra Jakobsson         | Svezia   | 2:04,35 |
| 5    | Klara Djupsjö            | Svezia   | 2:05,17 |
| 6    | Malin Wahlström          | Svezia   | 2:05,26 |
| 7    | Ida Trönnhagen           | Svezia   | 2:05,97 |
| 8    | Martina Vestman          | Svezia   | 2:06,03 |
| 9    | Karoline Søvik Myklebust | Norvegia | 2:06,04 |
| 10   | Erika Bengtsson          | Svezia   | 2:06,42 |

Data: 30 marzo

Località : Åre

#### Slalom parallelo
| Pos. | Atleta         | Nazione |
| ---- | -------------- | ------- |
| 1    | Veronica Smedh | Svezia  |
| 2    | ?              | ?       |
| 3    | ?              | ?       |